# Rupți, Vidin
Rupți (în bulgară Рупци) este un sat în comuna Vidin, regiunea Vidin,  Bulgaria. 

## Demografie
Componența etnică a satului Rupți
     Bulgari (95,94%)
     Nicio identificare (4,05%)
     Altele (0%)
La recensământul din 2011, populația satului Rupți era de 148 locuitori. Din punct de vedere etnic, majoritatea locuitorilor (95,94%) erau bulgari. Pentru 4,05% din locuitori nu este cunoscută apartenența etnică.